# Annmari Viljanmaa
Annmari Viljanmaa, née le 10 juillet 1973 à Huittinen, est une fondeuse finlandaise active de 1994 à 2006. 

## Biographie
Annmari Viljanmaa a fait ses débuts en Coupe du monde en mars 1998 et a obtenu son seul podium individuel en 2003 au 30 km classique d'Oslo. Elle a remporté en 2003 et 2004 la Birkebeinerrennet, une course de longue distance.

## Palmarès

### Jeux olympiques
| Épreuve / Édition      | Sprint | 10 km | 15 km   | 30 km | Relais |
| JO 2002 Salt Lake City | —      | 37e   | Abandon | 24e   | —      |

### Championnats du monde
- 2 participations : 2003 et 2005
- Meilleur résultat : 7e au 15 km classique à Val di Fiemme en 2003.

### Coupe du monde
- Meilleur classement au général : 15e en 2003.
- 2 podiums : 
  - 1 podium en épreuve individuelle : 0 victoire, 1 deuxième place et 0 troisième place.
  - 2 podiums en épreuve par équipes : 1 victoire, 0 deuxième place et 0 troisième place.